# LGBT práva v Bolívii

Duhová mapa Bolívie

Lesby, gayové, bisexuálové a transexuálové (LGBT) se v Bolívii mohou setkávat s některými právními komplikacemi, s nimiž se jejich heterosexuální spoluobčané nesetkávají. Mužský i ženský stejnopohlavní sexuální styk je v Bolívii legální.

## Zákony týkající se stejnopohlavní sexuální aktivity
Stejnopohlavní sexuální styk je v Bolívii legální.

## Ochrana před diskriminací
Hlava II., Článek 14 Ústavy Bolivijské republiky, přijaté v únoru 2009, zakazuje diskriminaci založenou na sexuální orientaci a genderové identitě.
Paragraf 281 Trestního zákoníku trestá diskriminaci založenou na sexuální orientaci a genderové identitě. Tento zákon byl přijat v roce 2010 a zahrnut do zákona proti rasismu a všem druhům diskriminace.
Tyto zákony však nejsou vždy dostatečně vymáhány.
V prosinci 2013 oznámila Armáda Bolivijské republiky, že počínaje rokem 2015 umožní gayům a lesbám otevřeně působit v jejích řadách.

## Stejnopohlavní soužití
Článek 63 Ústavy Bolivijské republiky vymezuje manželství jako svazek muže a ženy.
V červenci 2010 viceprezident Álvaro García Linera oznámil, že vláda neplánuje v budoucnu uzákonit stejnopohlavní manželství.
V dubnu 2012 člen opoziční koalice „Plan Progress for Bolivia – National Covergence“ představila návrh zákona legalizujícího stejnopohlavní soužití. Ten však tehdy nebyl podstoupen dál.
V červenci 2014 bolivijský ombudsman Rolando Villena žádal, aby stejnopohlavní soužití bylo zahrnuto do novely zákona o rodině. Senát 16. října 2014 schválil novou verzi zákona o rodině, v níž se neobjevují žádné genderové podmínky. Homosexuální páry doufají, že jim to otevře rovný přístup ke stejným právům, jaká mají heterosexuální páry. Zákon prošel i dolní parlamentní komorou a čeká na oficiální vyhlášení. K tomu má dojít v srpnu 2015. Vzhledem k tomu, že se tento nový zákon, byť bez genderových omezení, údajně netýká výhradně homosexuálů, LGBT organizace se ptají politiků, zda jej lze považovat alespoň za první krok posunu jejich práv.
V dubnu 2015 místní viceprezident veřejně prohlásil, že by se diskuse stejnopohlavního soužití v Bolívii měla, co nejdříve spustit. Toto vyjádření následoval komentář předsedy senátu, který zaslíbil otevřenou vládní diskusi v rámci této problematiky, ačkoliv se nejedná o její hlavní politický program. Obě vládnoucí strany, byť jsou vůči sobě vzájemně politicky protichůdné, jsou k tomuto kroku otevřené.
21. září 2015 předala místní LGBT organizace bolivijskému shromáždění návrh legalizující stejnopohlavní svazky pod názvem "Dohoda o rodině". Pokud projde legislativním procesem, stejnopohlavní páry získají zcela stejná práva jako mají páry různopohlavní, s výjimkou osvojitelských práv.

## Adopce dětí
Bolívie umožňuje manželským dvojicím a jednotlivcům osvojovat děti.

## Veřejné mínění
Podle průzkumu Pew Research Center provedeného mezi 7. listopadem 2013 a 13. únorem 2014 podporuje stejnopohlavní manželství 22 % Bolivijců, zatímco 67 % je proti.
Jiná statistika z června 2015 shledává, že 74 % Bolivijců odmítá stejnopohlavní manželství.

## Translidé
25. listopadu 2015 byl navržen zákon umožňující translidem změnu svého pohlaví a jména.
19. května 2016 tento návrh prošel Poslaneckou sněmovnou a o ihned následující den jej přijal i Senát prostou většinou. 21. května 2016 jej podepsal viceprezident Álvaro García Linera.
Nový zákon umožňuje jedincům starším 18 let změnit své jméno, pohlaví a fotografii v úředních dokumentech. Pro účely úřední změny pohlaví je sice požadován psychologický posudek, nicméně chirurgie je založená na dobrovolné bázi. Celý proces probíhá diskrétně prostřednictvím Úřadu pro evidenci obyvatelstva. Vydání nových dokladů trvá cca 40 dní a je možné tak učinit pouze jednou.

## Souhrnný přehled
| Legální stejnopohlavní styk                                                      | [ 22 ]                                  |
| Stejný věk legální způsobilosti k pohlavnímu styku pro obě orientace             | Yes                                     |
| Antidiskriminační zákony v zaměstnání                                            | (2009)                                  |
| Antidiskriminační zákony v přístupu ke zboží a službám                           | (2009)                                  |
| Zákony proti zločinům z nenávisti zahrnují jak homofobní, tak i transfobní útoky | (2010)                                  |
| Gayové a lesby smějí otevřeně sloužit v armádě                                   | (2015)                                  |
| Právní úprava stejnopohlavní soužití (registrované partnerství apod.)            | (Navrženo)                              |
| Stejnopohlavní manželství                                                        | (Ústavní zákaz od r. 2009)              |
| Adopce dítěte partnera                                                           | No                                      |
| Společná adopce dětí stejnopohlavními páry                                       | No                                      |
| Přístup k umělému oplodnění pro lesbické ženy                                    |                                         |
| Možnost změny pohlaví                                                            | (Zákon o genderové identitě od r. 2016) |
| Náhradní mateřství pro gay páry                                                  |                                         |
| MSM smějí darovat krev                                                           |                                         |